# Siwani
Siwani è una città dell'India di 15.849 abitanti, situata nel distretto di Bhiwani, nello stato federato dell'Haryana. In base al numero di abitanti la città rientra nella classe IV (da 10.000 a 19.999 persone).

## Geografia fisica
La città è situata a 28° 55' 0 N e 75° 37' 0 E e ha un'altitudine di 211 m s.l.m..

## Società

### Evoluzione demografica
Al censimento del 2001 la popolazione di Siwani assommava a 15.849 persone, delle quali 8.467 maschi e 7.382 femmine. I bambini di età inferiore o uguale ai sei anni assommavano a 2.756, dei quali 1.499 maschi e 1.257 femmine. Infine, coloro che erano in grado di saper almeno leggere e scrivere erano 8.983, dei quali 5.582 maschi e 3.401 femmine.